# Canmar Europe (schip, 1970)
De Canmar Europe is een containerschip dat op 20 augustus 1970 tewatergelaten werd op de Cockerill Yards te Hoboken, België. Tijdens haar 28 jaar durende carrière heeft ze onder verscheidene namen en vlaggen gevaren: 
- Dart Europe (1970-1984)
- CMB Europe (1984)
- Canmar Europe (1985-1996)
- Folly (1996)
- ZIM Colombo (1996)

In oktober 1998 werd ze te Alang in India afgebroken.